# Mínimes i màximes absolutes
Mínimes i màximes absolutes referit a les temperatures d'un lloc determinat mesurades dins un abric meteorològic estàndard són els valors més baixos i més alts enregistrats en un període.
Els valors extrems de temperatura, encara que no s'assoleixen més que excepcionalment, condicionen la biologia de moltes espècies en el medi ambients o en agricultura.

## Exemples de mínimes absolutes limitants
- Eucalyptus globulus mort per sota de -5 °C
- Taronger: congelació del fruit per sota de - 2 °C i mort de l'arbre per sota del -7 °C
- Olivera: mort de la vegetació per sota dels -10 °C/-15ªC(Algunes varietats són més resistents que altres i algunes poden rebrotar des de terra s'hi ha mort la part vegetativa)
- Figuera: mort de l'arbre per sota de -14 °C, normalment tornen a rebrotar de les arrels.
- Romaní: mort de la planta per sota de -15 °C
- Pi pinyoner i alzina: mort per sota dels -20 °C

A la Plana de Vic l'existència, encara que esporàdica, de temperatures per sota dels -20 °C a causa dels fenòmens d'inversió tèrmica explica l'absència d'alzinars, que sí que es troben a les serres del voltant o en algun indret resguardat de la plana. Les glaçades de l'any 2001 que van arribar a -17 °C a la Plana de Vic i també a la vall de l'Ebre van afectar oliveres i alzines i no es va recuperar la producció d'olives en 3 o 4 anys.
Als Estats Units les mínimes absolutes resulten molt més baixes que a Europa i Àfrica a la mateixa latitud i en estats amb mitjanes de temperatura subtropicals com Florida (a la latitud de les illes Canàries) o Geòrgia no estan lliures totalment de glaçades.

## Exemples de màximes absolutes limitants
- Temperatures per sobre de 40 °C són limitants per a molts conreus especialment en floració (vinya) creixement o maduració. A Andalusia on hi ha màximes de més de 40 °C de juny a setembre no es fan varietats tardanes de préssecs perquè quedarien afectats.
- Els cereals si quan s'està formant el gra hi ha un cop de calor (alta temperatura amb baixa humitat) el gra no es formarà bé. Per aquest motiu no es conreen blat, ordi i segol en climes molt càlids.

En els oasis del deserts càlids les plantacions (d'espècies ja resistents a la calor) es fan a l'ombra de les palmeres o altres plantes.